# Медаль «Герой Отечественной войны»
Медаль «Герой Отечественной войны» (азерб. "Vətən Müharibəsi Qəhrəmanı" medalı) — медаль Азербайджанской Республики, отличительный знак обладателя звания «Герой Отечественной войны».

## История
11 ноября 2020 года президент Азербайджанской Республики Ильхам Алиев на встрече с ранеными военнослужащими, принимавшими участие в вооружённом конфликте в Нагорном Карабахе осенью 2020 года, заявил, что в Азербайджане будут учреждены новые ордена и медали, и, что дал соответствующее указание о награждении гражданских лиц и военнослужащих, проявивших героизм на поле боя и в тылу и отличившихся именно в этой войне. По словам Алиева, он также предложил названия этих орденов и медалей.
20 ноября 2020 года на пленарном заседании Милли Меджлиса Азербайджана был вынесен на обсуждение законопроект о внесении поправок в закон «Об учреждении орденов и медалей Азербайджанской Республики».
Медаль «Герой Отечественной войны» была учреждена в этот же день в первом же чтении согласно законопроекту об учреждении орденов и медалей по случаю победы Азербайджана в «Отечественной войне», как в Азербайджане официально был именован вооружённый конфликт в Нагорном Карабахе осени 2020 года.
В законопроекте слова «Медаль Герой Отечественной войны» были добавлены до слов «Медаль Золотая Звезда» в статье 2 п. 1.2.
Законом Азербайджанской Республики от 26 ноября 2020 года было утверждено описание медали «Герой Отечественной войны» Азербайджанской Республики.
1 декабря президент Азербайджанской Республики Ильхам Алиев подписал указ о применении Закона Азербайджанской Республики от 26 ноября 2020 года № 204-VIQD о внесении поправок в закон «Об учреждении орденов и медалей Азербайджанской Республики».

## Положение о медали
Медаль «Герой Отечественной войны» будет присуждаться за боевые заслуги по полному разгрому противника, а также высокий профессионализм при управлении боевыми операциями или личный героизм при восстановлении государственных границ Азербайджана.
Получить звание «Герой Отечественной войны» и медаль к нему можно будет по прошению соответствующего исполнительного органа. Данное звание будет лишь единожды присуждаться одному лицу. Также обладатели звания «Герой Отечественной войны» смогут пользоваться определенными льготами.